# Green Day
Green Day là một ban nhạc punk rock của Mỹ thành lập năm 1986. Ban nhạc bao gồm ca sĩ chính và chơi guitar Billie Joe Armstrong, chơi bass và hát đệm Mike Dirnt và tay trống Tré Cool. Cool thay thế cho tay trống cũ John Kiffmeyer vào năm 1990, trước khi ban nhạc phát hành album thứ hai của họ, Kerplunk vào năm 1992. Vào tháng 9 năm 2012 Armstrong đã tuyên bố rằng Jason White - Tay guitar đệm cùng đi lưu diễn với Green Day hơn 13 năm, đã chính thức trở thành thành viên thứ tư của nhóm.
Hồi đầu Green Day là một phần của câu lạc bộ nhạc punk tại 924 Gilman Street, Berkeley, California. Những album đầu tiên của nhóm được phát hành bởi hãng đĩa độc lập Lookout!. Năm 1994, album đầu tiên của nhóm với hãng đĩa lớn Reprise Records là Dookie đã trở thành 1 album thành công ngoài sức mong đợi với hơn 10 triệu bản được bán tại Mĩ. Họ được công nhận rộng rãi cùng các ban nhạc Punk Rock khác ở California như Sublime, The Offspring và Rancid với sự quan tâm và yêu thích của giới truyền thông và người yêu nhạc Punk Rock tại Mĩ.
Ba album tiếp theo của họ, Insomniac (1995), Nimrod (1997), và Warning (2000) mặc dù không đạt được những thành công lớn như Dookie nhưng vẫn là những album khá thành công, khi Insomniac và Nimrod được chứng nhận 2x đĩa bạch kim và Warning được chứng nhận đĩa vàng. Album rock opera tiếp theo của nhóm, American Idiot (2004), đã đạt thành công trên toàn thế giới, giúp họ đến gần hơn với thế hệ trẻ. Album đã bán được hơn 5 triệu bản tại Mĩ. Album thứ tám của nhóm, 21st Century Breakdown phát hành năm 2009 là album đạt thành tích cao nhất trên các bảng xếp hạng của nhóm từ trước đến giờ.. Tiếp nối sau đó là bộ 3 album với tên gọi ¡Uno!, ¡Dos!, và ¡Tré! phát hành lần lượt vào tháng 9, tháng 11 và tháng 12 năm 2012.
Green Day là một trong những ban nhạc có số lượng đĩa bán chạy nhất mọi thời đại, với hơn 70 triệu đĩa hát trên toàn cầu và gần 25 triệu bản được bán tại Mĩ.. Ban nhạc đã giành được 5 giải Grammy: Album Alternative xuất sắc nhất cho Dookie, Album Rock xuất sắc nhất cho American Idiot, Thu Âm Của Năm cho bài hát "Boulevard of Broken Dreams", Album Rock xuất sắc nhất lần thứ 2 cho 21st Century Breakdown và Album Nhạc Kịch xuất sắc nhất cho American Idiot: The Original Broadway Cast Recording. Vào năm 2010, vở nhạc kịch dựa theo album American Idiot được ra mắt tại Broadway. Vở nhạc kịch nhận được 3 đề cử cho Giải Tony và thắng 2 giải: Âm nhạc hay nhất và Thiết kế bối cảnh đẹp nhất. Cùng năm này, Green Day xếp hạng 91 trong danh sách "100 nghệ sĩ vĩ đại nhất mọi thời đại" của kênh VH1. Ngày 18 Tháng 4 năm 2015, ban nhạc được vinh danh trong Đại sảnh Danh vọng Rock and Roll theo danh sách năm 2015 ngay năm đầu tiên đủ tiêu chuẩn.

## Lịch sử

### Sự hình thành và những năm ở hãng Lookout! (1987 - 1993)
Năm 1987, đôi bạn Billie Joe Armstrong và Mike Dirnt, đều 15 tuổi vào thời điểm đó, đã thành lập ban nhạc có tên gọi là Sweet Children. Ban nhạc biểu diễn lần đầu vào ngày 17 tháng 10 năm 1987 tại Rod's Hickory, Vallejo, California. Vào năm 1988, Armstrong và Dirnt bắt đầu hợp tác với Sean Hughes và cựu tay trống của Isocracy, John Kiffmeyer, còn được biết đến dưới cái tên "Al Sobrante". Trong bộ phim Punk's Not Dead năm 2007, Armstrong đã nói ban nhạc Operation Ivy (bao gồm cả Tim Armstrong và Matt Freeman của Rancid) chính là nguồn cảm hứng cho anh thành lập Sweet Children.
Năm 1988, Larry Livermore, chủ hãng đĩa Lookout! quyết định ký hợp đồng với ban nhạc sau khi xem họ biểu diễn. Vào năm 1989, Green Day ghi âm EP đầu tiên 1000 Hours. Trước khi 1000 Hours phát hành, ban nhạc quyết định bỏ tên Sweet Children theo lời đề nghị của Livermore để tránh bị nhầm lẫn với 1 ban nhạc địa phương khác là Sweet Baby. Sweet Children được đổi tên thành Green Day, dựa trên sự thích thú của họ đối với một loại thuốc lá tên là marijuana.
Lookout! đã phát hành album đầu tiên của nhóm, 39/Smooth vào đầu năm 1990. Green Day đã thu âm hai bản EP sau đó là Slappy và Sweet Children. Năm 1991, hãng Lookout! đã phát hành lại 39/Smooth dưới cái tên 1,039/Smoothed Out Slappy Hours, và thêm vào hai bản EP mà nhóm đã thu âm trước đây, Slappy, và 1,000 Hours. Cuối năm 1990, sau khi ban nhạc có chuyến lưu diễn khắp nước Mĩ, Sobrante rời East Bay để học đại học. Tay trống Tré Cool của Lookouts được thay thế cho Sobrante và dần dần vị trí của Cool trở nên chắc chắn hơn. Green Day đi lưu diến trong suốt năm 1992 - 1993 và chơi rất nhiều show ở châu Âu. Album thứ hai của nhóm, Kerplunk đã bán được hơn 50,000 bản tại Mĩ.

### Dookie và thành công vang dội (1994 - 1996)
xxxxnhỏ|trái|upright|Armstrong biểu diễn vào năm 1994.]]
Kerplunk đã giúp Green Day thu hút sự chú ý của nhiều hãng đĩa lớn và cuối cùng họ rời Lookout! để ký hợp đồng với hãng đĩa Reprise Records sau khi được lọt vào mắt xanh của nhà sản xuất Rob Cavallo. Ban nhạc đã cảm thấy ấn tượng với cách làm việc ông với nhóm nhạc California khác là The Muffs, và sau đó đã nhận xét rằng: "Cavallo là người duy nhất mà chúng tôi có thể bàn bạc và hợp tác". Ngay sau đó ban nhạc bắt đầu thu âm album đầu tiên với hãng đĩa Reprise, Dookie.

Album được ghi âm trong vòng 3 tuần và phát hành vào tháng 2 năm 1994, Dookie nhanh chóng thành công vang dội với sự giúp sức của MTV khi kênh này liên tục trình chiếu 3 video các đĩa đơn của album, "Longview", "Basket Case", and "When I Come Around", 3 đĩa đơn này đều chiếm vị trí cao nhất trên bảng xếp hạng Modern Rock Tracks. Basket Case và When I come around đều đứng nhất tại bảng xếp hạng Modern Rock. Họ thực hiện chuyến lưu diễn vòng quanh nước Mĩ và cũng tham gia 2 festival lớn là Lollapalooza và Woodstock '94, nơi mà ban nhạc đã có 1 màn ném bùn nổi tiếng. Tại màn biểu diễn ở Woodstock, 1 sự cố đã xảy ra, 1 nhân viên của chương trình đã nhìn nhầm tay bass Mike Dirnt với người hâm mộ nên đã đánh gãy răng của anh. Màn trình diễn của Green Day ở Woodstock đã được trình chiếu rộng rãi trên khắp thế giới, giúp cho họ ngày càng nổi tiếng, đồng thời đã quảng bá cho album Dookie, khiến cho doanh số bán ra tăng vọt và nó đã được chứng nhận "Đĩa bạch kim". Vào năm 1995, Dookie đã giành được giải thưởng Grammy Award cho Album Alternative xuất sắc nhất và ban nhạc đã được đề cử 9 giải MTV Video Music Awards bao gồm cả đề cử Video của năm
Năm 1995, Green Day ra mắt single soundtrack cho bộ phim Angus và đã đứng đầu bảng xếp hạng Modern Rock Tracks của Billboard ngay tuần đầu tiên phát hành. Bài hát là lead single cho album tiếp theo của họ, Insomniac được phát hành vào mùa thu năm 1995. Imsomniac tăm tối và nặng nề hơn Dookie. và được tạp chí Rolling Stone đánh giá 4/5 sao. Tuy album này không đạt được thành công vang dội như Dookie, nó vẫn bán được 7 triệu bản tại Mĩ. Insomniac đã mang về cho nhóm đề cử giải nghệ sĩ được yêu thích, nghệ sĩ rock được yêu thích và nghệ sĩ alternative xuất sắc nhất tại giải thưởng âm nhạc Mĩ năm 1996. Sau đó Green Day hủy bỏ tour diễn ở châu Âu với lý do kiệt sức.

### Insomniac(1995)
Theo bước Dookie, Green Day trình làng album tiếp theo, Insomniac, vào mùa thu 1995 và suốt cả mùa hè năm sau, họ lại một lần nữa chiếm ngôi quán quân trong bảng xếp hạng Modern Rock với 2 ca khúc J.A.R và Brain Stew/Jaded.

### NimrodvàWarning(1997 - 2000)
Sau khi nghỉ giải lao vào năm 1996, Green Day đã quay lại bắt tay vào album mới năm 1997. Tất cả nhóm đều đồng ý rằng album này sẽ mang phong cách khác các album trước. Kết quả là họ cho ra đời Nimrod, 1 album thử nghiệm được phát hành vào tháng 10 năm 1997,một album bất hủ, một album hay nhất trong sự nghiệp ca nhạc. Album này đứng thứ 10 tại bảng xếp hạng, tiêu thụ 80 000 bản trong tuần đầu tiên và single Time of your life giành giải video alternative xuất sắc nhất tại lễ trao giải MTV.
Single đầu tiên của Nimrod là Hitchin A Ride giữ vị trí thứ năm của Modern Rock và được phát rất nhiều trên các kênh như MuchMusic, MTV. Không chỉ có vậy, single Time of your life trở thành một trong những ca khúc được biết đến nhiều nhất của nhóm, thậm chí còn được phát rất nhiều trong các chương trình trên truyền hình. Nimrod chỉ bán được 2 triệu bản (ít nhất trong 3 album chính của nhóm) nhưng nó lại được đánh giá cao hơn hẳn so với 2 album kia.
Phải đến 3 năm sau người hâm mộ mới gặp lại band nhạc trong album Warning(2000). Các ý kiến phản hồi về album này rất trái ngược nhau. Tạp chí All Music Guide cho album này 4.5 trên 5 sao trong khi tạp chí Rolling Stone chỉ cho nó 3 sao. Warning là album bán được ít nhất của Green Day từ trước tới nay và nó được cho là dấu chấm hết cho Green Day.

### American Idiotvà sự trở lại
Mùa hè năm 2003, ban nhạc quyết định thu âm album mới nhằm lấy lại hình ảnh của mình. Album này lúc đầu được gọi là Cigarettes and Valentines. Thế nhưng sau khi 20 ca khúc trong album được hoàn tất, tất cả bản ghi âm gốc của album đều bị đánh cắp. Green Day rất tức giận và quyết định không cố gắng tái tạo lại album này mà sáng tác một album khác hay hơn. Cũng trong quãng thời gian này các thành viên ban nhạc đã cố gắng giải quyết những mối bất đồng cá nhân xuất phát từ việc Dirnt cho rằng Billie Joe Amrstrong chỉ muốn dành mọi vinh quang về cho mình.
Năm 2004, American Idiot được phát hành và ngay lập tức đứng đầu bảng xếp hạng Billboard. Đây cũng chính là album đầu tiên của Green Day đứng đầu Billboard, hứa hẹn sự khôi phục của nhóm nhạc. Album này giành giải album rock xuất sắc nhất tại lễ trao giải Grammy 2005 và dành 7 giải MTV trong số 8 đề cử mà nhóm nhận được.
Trong suốt năm 2005, Green Day đi tour trong 150 ngày, tour diễn dài nhất trong sự nghiệp của nhóm bao gồm Nhật Bản, Úc, Nam Mĩ, và Anh. Trong tour diễn này Green Day đã ghi hình 2 buổi biểu diễn tại Milton Keynes National Bowl ở Anh quốc và đã được bầu là show diễn tuyệt vời nhất trong cuộc bình chọn của tạp chí Kerrang!.Show diễn đó được phát hành với tựa đề Bullet in a Bible vào ngày 15 tháng 11 năm 2005. DVD này cũng công chiếu những cảnh hậu trường và cảnh Green Day chuẩn bị trước buổi diễn. 
Năm 2006 đánh dấu vô số giải thưởng của Green Day mở màn là giải ban nhạc của năm do tạp chí People bầu chọn. Tiếp đó là giải ghi âm của năm tại lễ trao giải Grammy cho Boulevard Of Broken Dreams.
American Idiot là album thứ 7 của Green Day và là một thử nghiệm của họ trong thể loại Rock Opera. 
Riêng tựa đề của album đã cho thấy sự nổi loạn đến từ Green Day. Nhiều vấn đề về xã hội và chính trị được đưa ra trong album này. Đặc biệt là sự chỉ trích những sai lầm của tổng thống Bush trong đường lối chính trị và cuộc chiến tranh Iraq. Nhưng tổng thể cả album là một câu chuyện về cuộc đời của một người thanh niên trẻ mang trong mình nhiều tư tưởng khác người và nổi loạn. Nhân vật chính của album, Jesus of Suburbia (Jesus đến từ vùng ngoại ô) vật vã tìm một lối thoát cho cuộc sống và tư tưởng nổi loạn của mình: đi tìm kiếm những gì mà anh luôn tin tưởng, chiến đấu, sẵn sàng chết vì nó hay là chết. 
American Idiot đã đoạt 7 giải Grammy trong đó có giải Album Rock xuất sắc nhất trong năm. Ca khúc mở đầu cho album, American Idiot đoạt giải ca khúc hay nhất trong game (game Madden NFL 2005). Đồng thời, Green Day cũng đoạt 7 giải MTV Video Music Awards với hai video trích từ album Boulevard Of Broken Dreams và American Idiot
Có thể nói album này đánh dấu chấm hết cho sự hờ hững của thị trường đối với Green Day. Ví dụ như album Warning trước đây của họ mặc dù được giới phê bình đánh giá rất cao song sự phổ biến của nó thì cần phải xem xét lại. Album trước của họ là International Hits dường như là một kết thúc cho phong cách Green Day cũ từ những Dookie, Warning bởi với 'American Idiot', phong cách cùng hình tượng band nhạc gần như đã thay đổi hoàn toàn. Tất cả các single trích từ album này đều được khán giả đón chào nồng nhiệt, khác hẳn với sự lạnh nhạt mà họ nhận được thời kỳ hậu Dookie. Còn đối với giới phê bình nghiêm khắc, họ cũng không ngớt lời tung hô American Idiot bởi tính thời sự cùng nghệ thuật của nó. 
Còn đối với những Green Day fan, họ lại có những cái nhìn khác nhau với American Idiot. Rất nhiều fan cũ muốn thấy lại một phong cách đậm chất Punk ngố thời Dookie của Green Day và họ đã thất vọng. Họ đổ lỗi rằng tính thương mại đã giết chết Green Day thời Dookie của họ. Còn nhiều người khác thì lại cảm thấy thoải mái và dễ chịu với viễn cảnh mới của band nhạc.
Trong show 'Storytellers' của VH 1, Mike Dirnt nói rằng đoạn kết của album là để mở cho người nghe. Jesus có thể đã bị tống vào tại tâm thần ở Jingletown sau đó, hoặc là bị đưa vào tù. Cả bản trường ca khá giống với cuốn sách The Catcher in the Rye, một cuốn sách để đầu giường của Bille Joe.Cuốn sách là câu chuyện về một học sinh bỏ nhà và nhà trường để tới thành phố nhưng cảm thấy chán nản và thất vọng về thế giới của những thanh niên thành phố. 
Những ca khúc trích từ single American Idiot như Too Much Too Soon, Governator cũng được coi là những mảnh ghép trong câu chuyện này. Song thật khó để lắp ghép chúng một cách chính xác. Với Shoplifter ta có thể lý giải lý do tại sao Jesus bị bắt ở bài Homecoming. Còn ca khúc Favorite Son - xuất hiện trong American Idiot Version với những ca từ như He hit the ground running/At the speed of light có thể coi là mô tả cho sự trốn chạy khỏi quê nhà một cách khẩn trương của Jesus.
A movie
Theo Billie Joe Armstrong,anh cùng nhiều người khác đã viết xong kịch bản cho American Idiot:The Motion Picture, tác phẩm chuyển thể từ album nhạc này. Bộ phim sẽ được ra mắt trong thời gian tới từ Paramount Pictures và MTV Films.

### Father of All Motherfuckers
Đầu tháng 2/2020, Green Day phát hành album phòng thu thứ 13 mang tên Father of all Motherfuckers  (và bản Family-Friendly mang tên Fathers of all...), bao gồm 10 track trong album gốc và 1 track bonus cho bản phát hành riêng ở Nhật Bản. Album này lấy được vị trí thứ 4 trên bảng xếp hạng Billboard 400 ở Mỹ, và là album thứ 11 đứng trong top 10 của bảng xếp hạng trên.

### Các album trong tương lai
Khoảng đầu tháng 4/2020, dưới áp lực về việc toàn thế giới chỉ đạo và thực hiện việc tự cách ly tại nhà do virus SARS-CoV-2, Billie Joe đã đăng 1 bài viết trên Instagram về việc đang trong giai đoạn viết 6 track mới cho album tiếp theo. Hiện tại Billie Joe chưa thông báo ngày ra mắt album, cũng như số track trong album.